# Charles Lamb (herec)
Charles Lamb (20. listopadu 1900 Londýn – 19. března 1989 Londýn) byl britský filmový, televizní a rozhlasový herec.
Před kamerou účinkoval od 50. let, i když první filmovou roli ztvárnil už ve filmu Once a Crook z roku 1941. Ještě krátce před smrtí se objevil po boku Rowana Atkinsona a Emmy Thompsonové jako stařec na kolečkovém křesle v romantické komedii The Tall Guy (1989). Zemřel 19. března 1989 přirozenou smrtí a jeho ostatky byly uloženy na hřbitově v Newhamu.